# Andrei Vlad
Andrei Vlad, né le 15 avril 1999 à Târgoviște en Roumanie, est un footballeur international roumain qui joue au poste de gardien de but au FCSB.

## Biographie

### Universitatea Craiova
Né à Târgoviște en Roumanie, Andrei Vlad est formé par le CSȘ Târgoviște avant de rejoindre le centre de formation de l'Universitatea Craiova. Il joue son premier match en professionnel le 7 mai 2017, lors d'une rencontre de championnat face au Viitorul Constanța contre qui son équipe s'incline (0-1).

### Steaua Bucarest
Le 9 juillet 2017 est annoncé le transfert de Andrei Vlad pour un contrat de six ans. Il joue son premier match sous ses nouvelles couleurs lors d'une rencontre de championnat perdue face au Viitorul Constanța le 9 septembre 2017 (1-0). Le 23 novembre de la même année il fait ses débuts en coupe d'Europe lors d'un match de groupe de Ligue Europa face au FC Viktoria Plzeň. Les Roumains sont battus par les Tchèques sur le score de deux buts à zéro ce jour-là.
Il remporte la Coupe de Roumanie en 2020, en étant titulaire dans le but du Steaua face au Sepsi Sfântu Gheorghe (0-1).

### En sélection nationale
Andrei Vlad représente l'équipe de Roumanie des moins de 17 ans. Il joue un total de quatre matchs avec cette équipe entre 2015 et 2016.
Avec les espoirs il est retenu pour participer au championnat d'Europe espoirs en 2021. Il est titulaire dans le but de la Roumanie et officie une fois comme capitaine. Il est par ailleurs nommé dans l'équipe du tournoi.
Performant en club avec le Steaua et les espoirs, Vlad est considéré comme l'avenir au poste de gardien de but pour la sélection nationale A en 2021.

## Palmarès
FCSB
- Coupe de Roumanie
  - Vainqueur : 2019/20.

- Championnat de Roumanie
  - Champion : 2023/24.

- Supercoupe de Roumanie
  - Vainqueur : 2024.